# Flat Display Mounting Interface

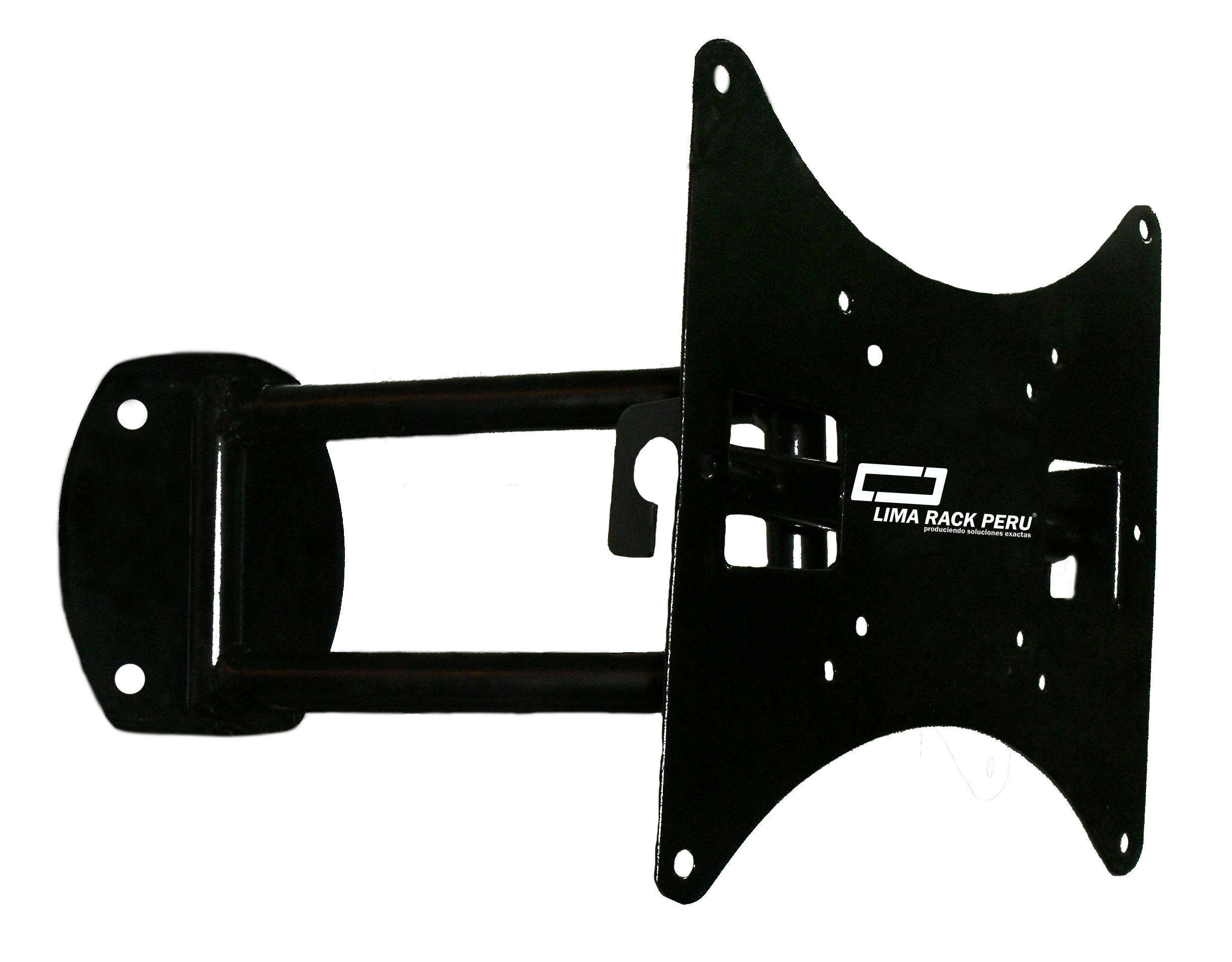
Rack móvil para televisor de 32 pulgadas.

El Flat Display Mounting Interface (FDMI), literalmente "Interfaz de Montaje de Dispositivo Plano", también conocido como Estándar de Interfaz de Montaje VESA (del inglés VESA Mounting Interface Standard, MIS) o coloquialmente como soporte VESA, es una familia de estándares definidos por Video Electronics Standards Association (VESA) para el montaje de televisores y monitores planos, así como otros objetos que puedan requerir su instalación en pared o en pie. Se implementa en la mayor parte de los monitores y televisores desde la primera década del siglo XXI.
El primer estándar en esta familia fue introducido en 1997 y fue llamado Flat Panel Monitor Physical Mounting Interface (FPMPMI).
VESA es el formato para televisores que se fundó por Nec Home Electronics y nació originalmente para definir un formato estándar para la resolución de monitores SVGA de 800×600 píxeles. A partir de entonces ha ido estableciendo multitud de normas para la estandarización de periféricos de vídeo de computadoras.
Entre las normas fijadas por VESA está la Flat Display Mounting Interface (FDMI), que se estableció en 1997, ampliado posteriormente, y fija el estándar de sujeción para monitores de pantalla plana, televisores, etc.
El primer estándar que se fijó en cuanto a soportes de fijación fue el de 100×100 dispuesto en un cuadrado con orificios de 10 mm y tornillos M4, posteriormente se amplió para dar cabida a diversos tamaños (patrones más utilizados):
| Estándar | Pantalla | Marcas                                                                               |
| -------- | -------- | ------------------------------------------------------------------------------------ |
| 75×75    | 15"- 19" | Deltron, LG, Samsung                                                                 |
| 100×100  | 22"- 24" | LG, Samsung, Sony, AOC, Sharp, Haier                                                 |
| 200×100  | 26"- 32" | Sony, Samsung (32"), AOC (26")                                                       |
| 200×200  | 26"- 32" | Samsung (32"), Sony, Panasonic, AOC (32"), Haier, Philips, Daewoo, LG (32", 42"-47") |
| 400×200  | 37"- 40" | AOC (40"), Philips (32")                                                             |
| 800×600  | 55"- 70" |                                                                                      |
| 500×400  | 42"      | LG (plasma, led), Samsung (plasma, led)                                              |
| 700×500  | 55"      |                                                                                      |
| 400×300  | 37"- 42" |                                                                                      |
| 300×300  | 40"- 46" | Sony                                                                                 |
| 600×400  | 42"- 50" | Samsung (plasma), LG (plasma)                                                        |
| 800×500  | 65"      |                                                                                      |
| 400×400  | 36"      |                                                                                      |
| 400×600  | 55"      |                                                                                      |

En definitiva, si se adquiere un televisor de 32" con un VESA de 200×100 es necesario, en los casos que se haya acogido a este estándar, montarlo con un soporte cuyos orificios estén separados 20 cm horizontalmente y 10 cm verticalmente.